# 祁家河乡
祁家河乡，是中华人民共和国山西省运城市夏县下辖的一个乡镇级行政单位。

## 行政区划
祁家河乡下辖以下地区：
祁家河村、庙坪村、横口村、旗杆岭村、后家山村、七泉村、西北庄村、佛峪村、祁家坡村、西庄村、麻岔村、前坪村、小庄村、上坪村、杨家山村、西山头村和东庄村。